# Микола Рощенко
Микола Рощенко (пол. Mikołaj Roszczenko; нар. 27 жовтня 1942, Кліщелі) — польський та український історик, філолог і громадський діяч, доктор гуманітарних наук.
Тривалий час був науковим працівником Університету імені Марії Кюрі-Склодовської в Любліні, активний учасник українського життя на Підляшші, один із найавторитетніших дослідників історії, мови та культури Підляшшя, почесний член Українського Товариства в Люблині.

## Біографія
Народився 27 жовтня 1942 року в Кліщелях, що тоді входили до складу крайсгауптманшафту Більськ округи Білосток Німеччини. Родина мала власне господарство. У 1956 році закінчив семирічну школу в Кліщелях. Попри український характер регіону, у школі викладалася серед іншого білоруська мова, оскільки польська влада розглядала місцеве населення винятково білорусами. У 1956—1960 роках навчався у Загальноосвітньому ліцеї з білоруською мовою навчання в Більську.
У 1961 році вступив на історичні студії гуманітарного факультету Університету Марії Кюрі-Склодовської в Люблині. У 1964 році почав також навчатися на факультеті російській філології. Того ж 1964 року Рощенко почав брати активну участь в українському житті Люблина. Згодом став членом Українського суспільно-культурного товариства, й пізніше тривалий час був головою гуртка УСКТ. У червні 1966 року захистив магістерську роботу «Табори радянських полонених на Люблинщині» й здобув диплом магістра історії. У червні 1968 року здобув диплом магістра російської філології, захистивши магістерську роботу «Горький и Польша».
З липня до вересня 1968 року працював у Вищому вчительському училищі в Люблині, викладав російську мову, історію Росії та російську літературу. З жовтня 1968 року працював викладачем російської мови на Студії практичного навчання іноземних мов Університету Марії Кюрі-Склодовської в Люблині. 31 серпня 1969 року одружився з Валентиною Носкович. Наприкінці 1960-х років став членом Об'єднаної селянської парії. Був членом профспілки Союз польського вчительства. У другій половині 1970-х років почав досліджувати українські говірки околиць Кліщель. Восени 1979 року на Гуманітарному факультеті УМКС захистив кандидатську дисертацію «Північноукраїнські говірки околиць Кліщель. Фонетика. Флексія» й таким чином здобув ступінь кандидата гуманітарних наук. У 1980—1981 роках брав участь у русі «Солідарності».
З 1980-х років почав публікувати науково-популярні статті в альманасі «Український Календар» та українському тижневику «Наше слово». У 1985 році організував першу українську наукову конференцію «Участь українців у боротьбі з гітлерівським фашизмом і їх внесок у загальний доробок ПНР», матеріали конференції були видані в 1987 році. Публікував статті в позацензурному підляському журналі «Основи» Юрія Гаврилюка. У 1990 році почав викладати українську мову у Вищій православній духовній семінарії в Яблочині.
У 1991 році став одним із двох кандидатів-українців (разом з Юрієм Ігнатюком) від Північного Підляшшя на парламентських виборах до Сейму Польщі, був у Виборчому комітеті православних й здобув 1993 голоси. У 1991 році став першим головним редактором українського часопису «Над Бугом і Нарвою». Залишався головним редактором часопису до 1996 року, пізніше продовжив співпрацю як співпрацівник. З 1992 року став учасником новоствореного Союзу українців Підляшшя. Після створення 1992 року в Університеті Марії Кюрі-Склодовської спеціальності української філології проводив для студентів україністики курсові заняття з предмета «Історія України». У 1992—1993 роках був співредактором часопису «Люблинський Український Вісник». У 1993 році ініціював проведення панахиди у православній церкві Кліщель за жертвами Голодомору. 1993 року став членом Організаційного комітету відзначень 360-річчя посвячення люблинської православної Спасо-Преображенської церкви. У 1996 році увійшов до складу Комісії історичної пам'яті новоствореної Ради духовенства та мирян Люблинсько-Холмської православної єпархії. У 1999 році став одним із засновників Товариства догляду за могилами українських воїнів у Люблині. З кінця 1990-х років публікував наукові статі у виданнях «Rozprawy Slawistyczne», «Холмський архів», «Roczniki Kulturoznawcze», «Холмсько-Підляські історичні студії» тощо.
У 2003 році звільнений з Університету Марії Кюрі–Склодовської, тому був вимушений вийти на пенсію. У 2006 році суд визнав його звільнення безпідставним і незаконним. Активно бере участь у діяльності Українського Товариства в Люблині. У 2010—2015 роках також був членом Головної Ради Союзу українців Підляшшя. У 2017 році став почесним членом Товариства друзів Кліщелівської землі. У серпні 2017 року став одним із засновників Товариства «Підляський науковий інститут». У жовтні 2017 року брав участь у І Підляській українській науковій конференції «25 років Союзу українців Підляшшя» в Більську.

## Нагороди
Державні
- Бронзовий Хрест Заслуги (Польща, 1981)[2]
- Медаль Комісії національної освіти[pl] (Польща, 1986)[2]
- Золотий Хрест Заслуги (Польща, 1989)[2]
- Кавалерський Хрест Ордена Відродження Польщі (Польща, 2002)[2]
- Почесна грамота Міністерства закордонних справ України (Україна, 2008)[2]
- Відзнака Міністерства оборони України «Знак пошани» (Україна, 2017)[2]

Недержавні
- Медаль «Наука у службі народу» (постанова Сенату Університету Марії Кюрі-Склодовської, 1978)[2]
- Нагорода Ректора УМКС III ступеня (1975)[2]
- Нагорода Ректора УМКС III ступеня (1985)[2]
- Почесна грамота XXX-річчя Українського суспільно-культурного товариства (1986)[2]
- Почесна грамота Об'єднання українців у Польщі з нагоди 40-річчя заснування українських громадських структур у Польщі (1997)[2]
- Колективна нагорода Ректора УМКС І ступеня (1998)[2]
- Звання Почесного члена Українського Товариства (2013)[2]

## Особисте життя

### Родина
Проживає в Любліні. Дружина — Валентина Носкович, викладачка, походить із давнього роду Кліщель. Сини — Павло (нар. 1970) та Славомир (нар. 1973), має внуків. Родина Рощенків були вірними православної парафії Преображення Господнього в Люблині.
Батько — Феодір, мати — Марія Романович, походять з давніх родів Кліщель.

### Захоплення
Захоплення Миколи Рощенка — шахи, бридж, волейбол, футбол.

## Вибрана бібліографія
Книги польською
- Roszczenko M. Udział Ukraińców w walce z hitlerowskim faszyzmem i ich wkład w ogólny dorobek PRL: materiały z sesji «Udział Ukraińców w walce z hitlerowskim faszyzmem i ich wkład w utrwalenie władzy ludowej», która odbyła się w Lublinie 30 XI 1985 r. Lublin: [s. n.], 1987. ISBN відсутнє
- Kuprianowicz G., Roszczenko M. Cerkiew prawosławna Przemienienia Pańskiego w Lublinie. Lublin: Prawosławna Diecezja Lubelsko-Chełmska, 1993. ISBN 83-901221-1-1
- Bartosiewicz A., Kaźmierak A., Kędzierska L., Matwijczyna D., Roszczenko M., Język rosyjski dla studentów politologii, wyd. UMCS, Lublin 1996. ISBN невідомо
  - Bartosiewicz A., Kaźmierak A., Kędzierska L., Matwijczyna D., Roszczenko M., Język rosyjski dla studentów politologii wyd. UMCS, Lublin 2001. ISBN 9788322717813 (wydanie II poprawione i uzupełnione)
- Mikołaj Roszczenko, Kleszczele. Bielsk Podlaski ; Kleszczele : Związek Ukraińców Podlasia. 2002. ISBN 83-904738-7-9
- Martynowicz M., Roszczenko M. Dasze: fragmenty historii w dokumencie i fotografii. Wydano nakładem autora, 2013. ISBN 978-83-937031

Статті українською
- Микола Рощенко. Кубанське чорноморське військо [Архівовано 1 грудня 2020 у Wayback Machine.] // Сурмач. № 1-4 (102—105) за 1990 рік. 116 стор.: С. 56-62
- Григорій Купріянович, Микола Рощенко. Холмщина: Минувшина і теперішність // Пам'ятки України: історія та культура. № 3 (1995). CC. 26-36
- Микола Рощенко, Люблинська преса правого спрямування стосовно православ'я і українського питання на Холмщині у 1938 році [Архівовано 30 квітня 2016 у Wayback Machine.] // Акція руйнування православних церков на Холмщині і Південному Підляшші в 1938 році − обставини, перебіг, наслідки. Холмський архів, том IV. Холм. 2009. 360 стор.: С. 215—221. ISBN 978-83-927941-2-7